# Adatvédelmi biztos Magyarországon
Az adatvédelmi biztos a személyes adatok védelmének és a közérdekű adatok nyilvánosságának érvényesüléséért felelős országgyűlési biztos (ombudsman) volt 1995–2011 között.

## Története

### Jogállása
Az 1992. évi LXIII. törvény (adatvédelmi törvény) szerint a személyes adatok védelméhez és a közérdekű adatok nyilvánosságához való alkotmányos jog védelme érdekében az Országgyűlés adatvédelmi biztost választott azok közül az egyetemi végzettségű, büntetlen előéletű, kiemelkedő tudású elméleti vagy legalább 10 évi szakmai gyakorlattal rendelkező magyar állampolgárok közül, akik az adatvédelmet érintő eljárások lefolytatásában, felügyeletében vagy tudományos elméletében jelentős tapasztalatokkal rendelkeznek és köztiszteletnek örvendenek.
Az adatvédelmi biztosra az adatvédelmi törvényben foglalt eltérésekkel az állampolgári jogok országgyűlési biztosáról szóló törvény rendelkezéseit kell alkalmazni. Az adatvédelmi biztos független, tevékenységét kizárólag az Alkotmány és a törvények alapján végzi. A biztost a köztársasági elnök javaslatára az Országgyűlés tagjainak kétharmados többségével választják. Hatéves megbízatási ideje alatt tisztségéről elmozdíthatatlan, mentelmi jog illeti meg.

### Hatásköre
Bárki az adatvédelmi biztoshoz fordulhat, ha véleménye szerint személyes adatainak kezelésével, illetve a közérdekű adatok vagy a közérdekből nyilvános adatok megismeréséhez fűződő jogainak gyakorlásával kapcsolatban jogsérelem érte, vagy annak közvetlen veszélye fennáll, kivéve ha az adott ügyben bírósági eljárás van folyamatban. Az adatvédelmi biztos
- bejelentés alapján vagy – ha az adott ügyben bírósági eljárás nincs folyamatban – hivatalból ellenőrzi e törvény és az adatkezelésre vonatkozó más jogszabályok megtartását
- kivizsgálja a hozzá érkezett bejelentéseket
- gondoskodik az adatvédelmi nyilvántartás vezetéséről
- elősegíti a személyes adatok kezelésére és a közérdekű adatok nyilvánosságára vonatkozó törvényi rendelkezések egységes alkalmazását
- feladatkörében általános jelleggel, valamint meghatározott adatkezelő részére ajánlást bocsáthat ki
- véleményezési jogot gyakorol az állami vagy helyi önkormányzati feladatot, valamint jogszabályban meghatározott egyéb közfeladatot ellátó szerv tevékenységével kapcsolatosan külön törvényben meghatározottak szerint közzéteendő adatokra vonatkozó különös, illetőleg egyedi közzétételi listák tekintetében
- külön törvényben meghatározott szervekkel vagy személyekkel együttműködve képviseli a Magyar Köztársaságot az Európai Unió közös adatvédelmi felügyelő testületeiben
- gyakorolja és ellátja az az adatvédelmi törvényben meghatározott hatásköröket és feladatokat.

Az adatvédelmi biztos figyelemmel kíséri a személyes adatok védelmének, a közérdekű adatok és a közérdekből nyilvános adatok nyilvánossága érvényesülésének feltételeit. Javaslatot tesz az adatkezelést, a közérdekű adatok és a közérdekből nyilvános adatok nyilvánosságát érintő jogszabályok megalkotására, illetve módosítására, véleményezi az ilyen jogszabályok tervezetét. Kezdeményezheti az államtitokkörben, valamint a szolgálati titokkörben meghatározott adatfajták szűkítését vagy bővítését.
Jogellenes adatkezelés észlelése esetén az adatkezelőt az adatkezelés megszüntetésére szólítja fel. Az adatkezelő haladéktalanul köteles megtenni a szükséges intézkedéseket, és erről 30 napon belül írásban tájékoztatni az adatvédelmi biztost.
Az adatvédelmi biztos tájékoztathatja a nyilvánosságot eljárásának megindításáról, a jogellenes adatkezelés (adatfeldolgozás) tényéről, az adatkezelő (adatfeldolgozó) személyéről és a kezelt adatok köréről, valamint az általa kezdeményezett intézkedésekről, meghozott határozatokról.
Ha az adatkezelő vagy adatfeldolgozó a személyes adatok jogellenes kezelését (feldolgozását) nem szünteti meg, az adatvédelmi biztos határozatban elrendelheti a jogosulatlanul kezelt adatok zárolását, törlését vagy megsemmisítését, megtilthatja a jogosulatlan adatkezelést vagy adatfeldolgozást, továbbá felfüggesztheti az adatok külföldre továbbítását. A határozat ellen közigazgatási úton jogorvoslatnak nincs helye.
Az adatvédelmi biztos a feladatai ellátása során az adatkezelőtől minden olyan kérdésben felvilágosítást kérhet, az összes olyan iratba betekinthet, illetve iratról másolatot kérhet, adatkezelést megismerhet, amely személyes adatokkal, közérdekű adatokkal vagy közérdekből nyilvános adatokkal összefügghet. Az adatvédelmi biztos minden olyan helyiségbe beléphet, ahol adatkezelés folyik. Az adatkezelő köteles a részére kibocsátott ajánlásra harminc napon belül érdemben válaszolni. Az államtitok és szolgálati titok az adatvédelmi biztost jogainak gyakorlásában nem akadályozhatja, de a titok megtartására vonatkozó rendelkezések rá nézve is kötelezőek. Az államtitkot vagy a szolgálati titkot érintő adatkezelés esetén az adatvédelmi biztos jogait csak személyesen, vagy az általa kezdeményezett nemzetbiztonsági ellenőrzésen átesett munkatársai útján gyakorolhatja.

### Az adatvédelmi biztosok
- 1995–2001: Majtényi László
- 2001–2007: Péterfalvi Attila
- 2008–2011: Jóri András

### Megszüntetése
Az önálló magyarországi adatvédelmi biztos intézményét a második Orbán-kormány idején elfogadott alaptörvény és az információs önrendelkezési jogról és információszabadságról szóló 2011. évi CXII. törvény 2012. január 1-jei hatállyal megszüntette, helyette a formálisan független, de az államigazgatási hierarchiába tartozó Nemzeti Adatvédelmi és Információszabadság Hatóság látja majd el az információs jogok védelmét. A hivatal elnökét a miniszterelnök javaslatára a köztársasági elnök nevezi ki. 2012-től Péterfalvi Attila korábbi adatvédelmi biztos tölti be ezt a tisztséget.
Az új szabályozás bírálói szerint az egyértelmű gyengülést jelent a személyes adatok védelmében és a közérdekű adatok nyilvánosságra hozásában, hiszen ezeket főként éppen azzal a végrehajtó hatalommal szemben kell majd biztosítania a hatóságnak, amelytől a léte függ. Ugyanakkor az új hivatal  erősebb hatósági jogosítványokat kapott (pl. bírság kivetése), mint korábban az ombudsmannak volt. Ezeket a jogokat azonban az adatvédelmi biztosnak is meg lehetett volna adni, sőt, azok bevezetését kifejezetten az adatvédelmi biztos javasolta.
2012 januárjában kiderült, hogy az Európai Bizottság (EB) kötelezettségszegési eljárást indít Magyarország ellen az adatvédelmi biztos intézményének megszüntetése miatt.